# Matías Almeyda
Matías Jesús Almeyda (Azul, 21 dicembre 1973) è un allenatore di calcio ed ex calciatore argentino, di ruolo centrocampista, tecnico del Siviglia.

## Biografia
Nato ad Azul, una piccola cittadina in Provincia di Buenos Aires, da padre di origine spagnola, e da madre di origini italiane, calabresi, di Francavilla Marittima in Provincia di Cosenza. È sposato ed è padre di tre figlie.

## Caratteristiche tecniche

### Giocatore
Di ruolo centrocampista, era dotato di grande personalità, dinamismo e foga agonistica, che talvolta lo portava ad avere comportamenti sopra le righe. Era bravo nel recuperare palloni spezzando la manovra avversaria.

### Allenatore
Predilige come modulo il 4-4-2.

## Carriera

### Giocatore

#### Club

##### Gli inizi, River Plate
Cresciuto nel River Plate, debutta in prima squadra nel 1991-1992, dove gioca per cinque stagioni, vincendo tre campionati (Apertura 1993, 1995 e 1996) e una Coppa Libertadores nel 1996, collezionando 67 presenze e 3 reti.

##### Siviglia
Si trasferisce in Spagna, al Siviglia, che lo acquista per 22 miliardi, ma la stagione termina con la retrocessione in seconda divisione e Matias non riesce ad esprimersi sui suoi livelli.

##### Lazio
Nell'estate del 1997 viene allora acquistato dalla Lazio con la quale fa l'esordio in Serie A allo Stadio Olimpico il 31 agosto 1997 (Lazio-Napoli 2-0), in quell'anno durante il quale la formazione romana vincerà la Coppa Italia, Matias trova poco spazio, conquista solo una manciata di presenze, qualche subentro, e la Lazio giunge al 7º posto in Serie A dopo che per gran parte del campionato ha lottato anche per il titolo.
L'anno successivo è quello della consacrazione per il centrocampista argentino, che vince ad inizio stagione la Supercoppa italiana battendo la Juventus e affronta (insieme alla Lazio) uno spettacolare testa a testa con il Milan in campionato, dove Almeyda è uno dei protagonisti assoluti del centrocampo laziale, realizzando il suo primo gol con la Lazio il 9 maggio 1999 all'Olimpico contro il Bologna nella gara in cui la Lazio provò ad accelerare la corsa sul Milan di Zaccheroni, che però si arrestò la domenica successiva a Firenze, dove i laziali pareggiano 1-1 con la Fiorentina, contemporaneamente alla vittoria del Milan per 4-0 sull'Empoli, che consente ai rossoneri di effettuare il definitivo sorpasso. I risultati più soddisfacenti di quell'anno i biancocelesti li ottengono soprattutto in Coppa delle Coppe dove arrivano in finale contro il Maiorca di Héctor Cúper, vincendo per 2-1 e conquistando così il primo trofeo continentale.

Almeyda in azione con la maglia della nel campionato 1998-1999.

Con il trionfo in Coppa delle Coppe, Almeyda e compagni si qualificarono per la finale di Supercoppa Europea 1999 dove avrebbero dovuto affrontare il Manchester Utd del tecnico Sir Alex Ferguson e del capitano David Beckham. Fu così che il 27 agosto 1999 gli uomini di Sven-Göran Eriksson batterono con un gol di Marcelo Salas i cosiddetti invincibili. Durante questa annata la formazione capitolina è in lotta su 3 fronti: campionato, Coppa Italia e Champions League. In campionato il confronto per lo scudetto è serrato tra Lazio e Juventus, con i biancocelesti che riusciranno a strappare la vetta della classifica ai torinesi solo all'ultimo respiro. Almeyda in quell'anno conquista il suo primo ed unico scudetto della sua carriera. Anche in Coppa Italia la Lazio vince nella finale di andata per 2-1 sull'Inter di Marcello Lippi e pareggia 0-0 in trasferta conquistando la coppa nazionale per la terza volta nella sua storia, mentre per Matias è la seconda Coppa Italia. In Champions League, Almeyda e compagni dominano il primo girone di qualificazione, piazzandosi al primo posto senza sconfitte e con 4 vittorie e 2 pareggi; anche nel secondo girone di qualificazione, i biancocelesti arrivano primi davanti al Chelsea, conquistando quindi la prima storica qualificazione ai quarti di finale di Champions League, dove però vengono eliminati per mano del Valencia, finalista in quell'edizione.
Con la Lazio in tre anni vince uno Scudetto, una Coppa delle Coppe, una Supercoppa UEFA, due Coppe Italia ed una Supercoppa italiana.

##### Parma e Inter
Dal 2000 al 2002 gioca nel Parma, rientrando insieme a Sérgio Conceição nell'affare che portò Hernán Crespo alla Lazio, con cui disputa altre due finali di Coppa Italia perdendo la prima e vincendo la seconda.
Alla militanza nelle file del Parma è legata una dichiarazione contenuta nell'autobiografia del giocatore, uscita nel 2012 e intitolata Alma y Vida (Anima e Vita): «Sul finire del campionato 2000-2001, alcuni compagni del Parma ci hanno detto che i giocatori della Roma volevano che noi perdessimo la partita [Roma-Parma]. Che siccome non giocavamo per nessun obiettivo, era uguale. Io ho detto di no, Sensini lo stesso. La maggioranza ha risposto così. Ma in campo ho visto che alcuni non correvano come sempre. Allora ho chiesto la sostituzione e me ne sono andato nello spogliatoio [...]». Tale gara, vinta dalla Roma per 3-1, risultò poi decisiva per la vittoria finale in campionato della squadra capitolina. Tali affermazioni sono state poi smentite dal calciatore del Parma Matteo Guardalben, compagno di squadra di Almeyda e presente quel giorno nello spogliatoio del Parma e durante la gara.
Il 10 luglio 2002 Almeyda viene ceduto all'Inter per 22 milioni di euro, accettando una riduzione dello stipendio. Realizza una rete contro il Newcastle Utd in Champions League, tornando a segnare dopo tre anni: è questa l'unica marcatura in maglia nerazzurra.
Il 21 dicembre 2003, nel giorno del suo trentesimo compleanno, viene espulso contro la sua ex squadra, la Lazio. Spintona Corradi dopo un diverbio, ricevendo un'altra ammonizione e strappando di mano all'arbitro Trefoloni il cartellino rosso che quest'ultimo gli aveva mostrato.

##### Esperienze minori, ritiro e vice allenatore
Il 24 agosto 2004 passa a titolo gratuito al Brescia. L'argentino non riesce ad ambientarsi e l'8 novembre, dopo un incontro coi tifosi bresciani, capisce di non sentirsi amato e comunica al presidente Corioni di non voler più giocare con le rondinelle. Il 22 dicembre si accorda con il West Bromwich, ma per problemi familiari ci ripensa e il 17 gennaio 2005 annuncia il ritiro dal calcio giocato. Dopo tre giorni ritorna sui suoi passi e firma un contratto con l'Universidad de Chile. Il 1º febbraio per problemi fisici decide di declinare il contratto con i cileni. Il 14 febbraio ritorna in patria; il Quilmes gli offre un contratto per giocare la Coppa Libertadores accettando con grande entusiasmo, ritrova in squadra il suo amico Nelson Vivas.
Il 5 luglio sigla un accordo di una stagione con il River Plate, squadra che tifa, ma dopo quattro giorni annuncia nuovamente il ritiro, vuole dedicarsi completamente alla sua famiglia e alla sua grande fattoria.
Dal 6 febbraio al 17 maggio 2006 è vice allenatore di Diego Simeone alla guida del Racing Club.
Dopo oltre due anni di inattività (nel frattempo si era tenuto in forma giocando a calcio a 5), il 30 marzo 2007, firma insieme al connazionale José Oscar Flores un contratto con i norvegesi del Lyn Oslo. Debutta nella Tippeligaen il 13 maggio, sostituendo Erling Knudtzon nel pareggio a reti inviolate contro l'Aalesund.
Il 16 gennaio 2009 firma con gli argentini del Fénix, squadra argentina di quarta serie.

##### Ritorno al River Plate e ritiro
Il 19 agosto 2009 ritorna al River Plate dopo 13 anni, firmando un contratto annuale.
Il 22 giugno 2011, gioca la sua ultima partita con i los millonarios, l'andata dei playoff per la retrocessione contro il Belgrano, persa per 2-0. Durante la partita fu ammonito e, essendo diffidato, dovette saltare la partita di ritorno, concludendo di fatto la sua carriera. Dopo la retrocessione del River Plate in Primera B, decise di ritirarsi per intraprendere la carriera da allenatore.

#### Nazionale
Disputa 40 gare, segnando una rete (nella sconfitta per 3-1 contro il Brasile), con la maglia della nazionale argentina, con la quale debutta nell'aprile del 1996 contro la Bolivia, diventando titolare del centrocampo argentino.
Titolare nella nazionale olimpica guidata dal Daniel Passarella, conquista una medaglia d'argento ai Giochi di Atlanta '96.

### Allenatore

#### River Plate
Il 28 giugno 2011 rescinde il contratto da calciatore diventando l'allenatore dei Millionarios, con i quali vince nel 2012 la Primera B Nacional riportando così il club biancorosso in Primera División. Il 28 novembre 2012, la società comunica l'esonero del tecnico argentino. "Per me è stato un onore allenare il River, non ho rimpianti" ha detto Almeyda che lascia il River a metà classifica nella successiva Primera Division, con 23 punti in 17 partite, a 12 punti dal Vélez Sarsfield, capolista del torneo di apertura.

#### Banfield e Guadalajara
Il 2 aprile 2013 viene chiamato ad allenare il Banfield, vincendo subito la Primera B Nacional. Il 4 agosto 2015 dopo aver battuto 4-1 l’Arsenal Sarandí in conferenza stampa annuncia il suo addio al Banfield dopo 2 anni, annunciando che il suo ciclo è finito. Lascia il club al dodicesimo posto in campionato.

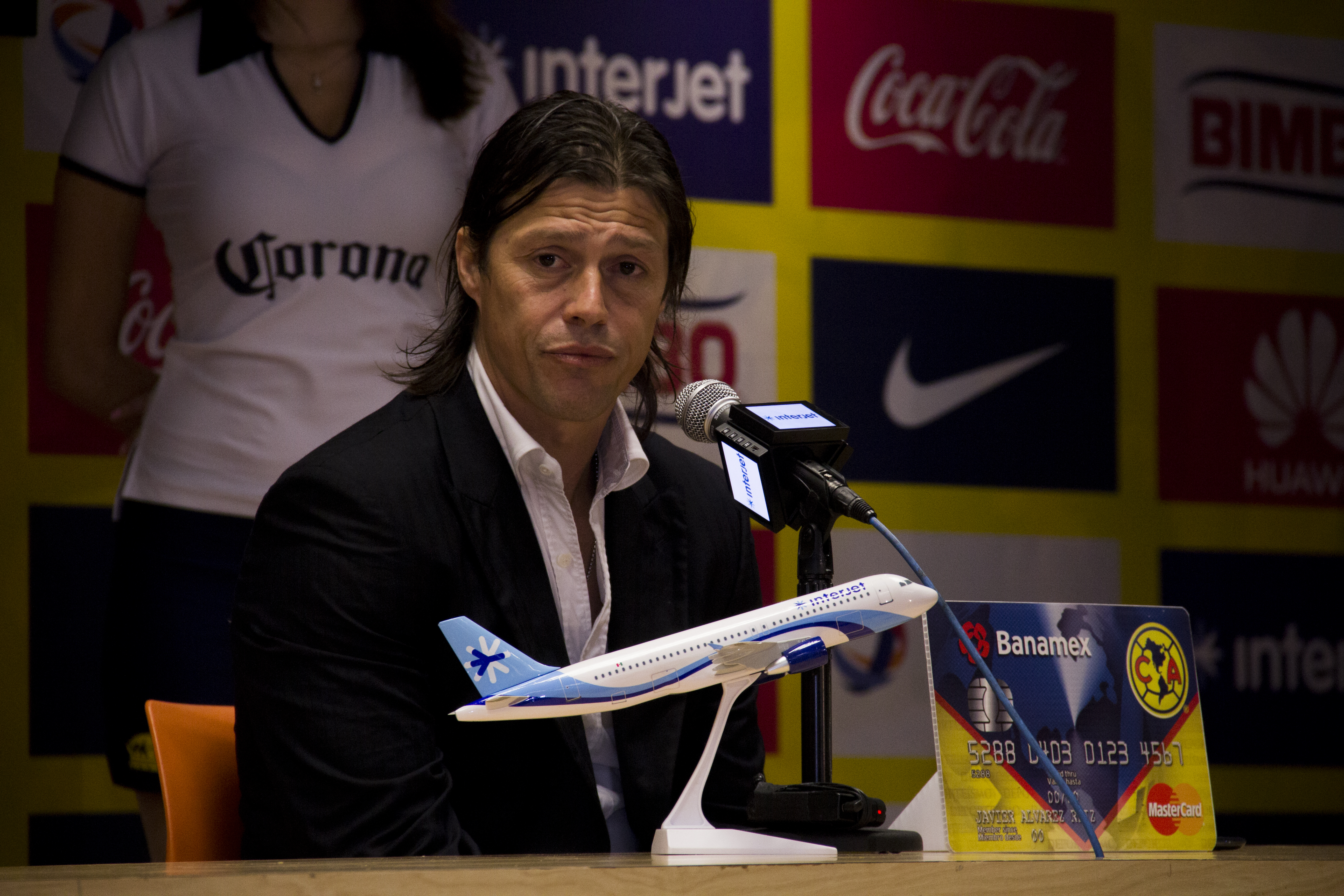
Almeyda durante la conferenza stampa di presentazione al nel 2015.

Il 16 settembre il Guadalajara ufficializza l'arrivo del tecnico sulla propria panchina. Vince subito la Coppa del Messico di Apertura, battendo prima ai quarti di finale il Veracruz per 6-5, poi in semifinale il Toluca per 1-0 e in finale con lo stesso risultato batte il León. Chiude il campionato di Apertura al dodicesimo posto. Riesce a superare la fase a gironi della Coppa del Messico di Clausura, ma viene eliminato ai quarti di finale dal América. Nel campionato di Clausura arriva al quinto posto accedendo alla Liguilla dove viene eliminato in semifinale dal Santos Laguna per 3-0. Vince la Supercoppa Messicana battendo il Veracruz per 2-0. Il secondo anno alla guida del club perde la finale della Coppa del Messico di Apertura contro il Querétaro per 3-2. Si piazza al quarto posto in campionato di Apertura accedendo alla Liguilla dove viene subito eliminato dal Club América. Vince la Coppa del Messico di Clausura battendo in finale il Monarcas Morelia per 3-1. Si piazza al terzo posto in campionato accedendo alla Liguilla dove batte prima l'Atlas poi il Toluca entrambi ai supplementari e in finale batte il Tigres UANL per 2-1 ottenendo così il titolo. Come vincitore del titolo partecipa alla Campeón de Campeones dove viene sconfitto dal Tigres UANL per 1-0. Il terzo anno alla guida del club messicano viene eliminato ai quarti di finale della Coppa del Messico di Apertura dall'Atlante per 6-4. In campionato di Apertura arriva tredicesimo posto. Partecipa alla CONCACAF Champions League dove elimina ai ottavi di finale i dominicani del Cibao, ai quarti di finale gli americani del Seattle Sounders, in semifinale il N.Y. Red Bulls ed in finale il Toronto FC ottenendo il trofeo. Chiude il campionato al diciassettesimo posto. Il 12 giugno 2018 dopo 138 partite disputate (58 vittorie, 38 pareggi e 42 sconfitte) sulla panchina dei messicani lascia l'incarico.

#### San Jose Earthquakes
L'8 ottobre viene nominato tecnico dei S.J. Earthquakes. Esordisce sulla panchina dei Quakes alla prima di campionato con una sconfitta per 2-1 contro il Montréal Impact. La prima vittoria arriva dopo quattro sconfitte consecutive, batte per 3-0 il Portland Timbers. Nella Coppa Nazionale supera il quarto turno battendo per 4-3 il Sacramento Republic ed agli ottavi di finale viene sconfitto per 3-1 dai Los Angeles FC. Il 18 aprile 2022 rescinde il proprio contratto con il club.

#### AEK Atene
Il 20 maggio 2022 sottoscrive un contratto di due stagioni con opzione di rinnovo di un altro anno con i greci dell'AEK Atene, con i quali vince il campionato greco alla prima stagione. La stagione seguente sfiora il bis, finendo a due lunghezze dal PAOK Salonicco. Nella stagione 2024-2025, dopo aver guidato l'AEK al quarto posto finale e alla qualificazione per i turni preliminari di Conference League, il 13 maggio 2025 viene annunciato il suo addio al club alla scadenza del contratto.

#### Siviglia
Il 16 giugno 2025 il Siviglia ufficializza Almeyda come nuovo tecnico degli andalusi per i successivi tre anni.

## Statistiche

### Presenze e reti nei club
Statistiche aggiornate al 18 giugno 2011.
| Stagione           | Squadra            | Campionato         | Campionato | Campionato | Coppe nazionali | Coppe nazionali | Coppe nazionali | Coppe continentali | Coppe continentali | Coppe continentali | Altre coppe | Altre coppe | Altre coppe | Totale | Totale |
| Stagione           | Squadra            | Comp               | Pres       | Reti       | Comp            | Pres            | Reti            | Comp               | Pres               | Reti               | Comp        | Pres        | Reti        | Pres   | Reti   |
| ------------------ | ------------------ | ------------------ | ---------- | ---------- | --------------- | --------------- | --------------- | ------------------ | ------------------ | ------------------ | ----------- | ----------- | ----------- | ------ | ------ |
| 1991-1992          | River Plate        | PD                 | 2          | 0          | -               | -               | -               | -                  | -                  | -                  | -           | -           | -           | 2      | 0      |
| 1992-1993          | River Plate        | PD                 | 2          | 0          | -               | -               | -               | CL                 | 1                  | 0                  | -           | -           | -           | 3      | 0      |
| 1993-1994          | River Plate        | PD                 | 14         | 0          | -               | -               | -               | -                  | -                  | -                  | -           | -           | -           | 14     | 0      |
| 1994-1995          | River Plate        | PD                 | 25         | 1          | -               | -               | -               | CL                 | 12                 | 1                  | -           | -           | -           | 37     | 2      |
| 1995-1996          | River Plate        | PD                 | 24         | 2          | -               | -               | -               | CL                 | 11                 | 1                  | -           | -           | -           | 35     | 3      |
| lug.-ago. 1996     | River Plate        | PD                 | 1          | 0          | -               | -               | -               | -                  | -                  | -                  | -           | -           | -           | 1      | 0      |
| 1996-1997          | Siviglia           | PD                 | 28         | 0          | CR              | 2               | 0               | -                  | -                  | -                  | -           | -           | -           | 30     | 0      |
| 1997-1998          | Lazio              | A                  | 19         | 0          | CI              | 2               | 0               | CU                 | 7                  | 0                  | -           | -           | -           | 28     | 0      |
| 1998-1999          | Lazio              | A                  | 25         | 1          | CI              | 4               | 0               | CdC                | 6                  | 0                  | SI          | 0           | 0           | 35     | 1      |
| 1999-2000          | Lazio              | A                  | 19         | 1          | CI              | 2               | 0               | UCL                | 8                  | 0                  | SU          | 1           | 0           | 30     | 1      |
| Totale Lazio       | Totale Lazio       | Totale Lazio       | 63         | 2          |                 | 8               | 0               |                    | 21                 | 0                  |             | 1           | 0           | 93     | 2      |
| 2000-2001          | Parma              | A                  | 16         | 0          | CI              | 3               | 0               | CU                 | 4                  | 0                  | -           | -           | -           | 23     | 0      |
| 2001-2002          | Parma              | A                  | 18         | 0          | CI              | 4               | 0               | UCL+CU             | 2+3                | 0                  | -           | -           | -           | 27     | 0      |
| Totale Parma       | Totale Parma       | Totale Parma       | 34         | 0          |                 | 7               | 0               |                    | 9                  | 0                  |             | -           | -           | 50     | 0      |
| 2002-2003          | Inter              | A                  | 16         | 0          | CI              | 0               | 0               | UCL                | 10                 | 1                  | -           | -           | -           | 26     | 1      |
| 2003-2004          | Inter              | A                  | 11         | 0          | CI              | 3               | 0               | UCL+CU             | 4+3                | 0                  | -           | -           | -           | 21     | 0      |
| Totale Inter       | Totale Inter       | Totale Inter       | 27         | 0          |                 | 3               | 0               |                    | 17                 | 1                  |             | -           | -           | 47     | 1      |
| ago.-nov. 2004     | Brescia            | A                  | 5          | 0          | CI              | 0               | 0               | -                  | -                  | -                  | -           | -           | -           | 5      | 0      |
| feb.-lug. 2005     | Quilmes            | PD                 | 10         | 0          | -               | -               | -               | CL                 | 5                  | 0                  | -           | -           | -           | 15     | 0      |
| 2005-2006          | Quilmes            | PD                 | 0          | 0          | -               | -               | -               | -                  | -                  | -                  | -           | -           | -           | 0      | 0      |
| Totale Quilmes     | Totale Quilmes     | Totale Quilmes     | 10         | 0          |                 | -               | -               |                    | 5                  | 0                  |             | -           | -           | 15     | 0      |
| apr.-lug. 2007     | Lyn Oslo           | ES                 | 2          | 0          | CN              | 0               | 0               | -                  | -                  | -                  | -           | -           | -           | 2      | 0      |
| feb.-lug. 2009     | Fénix              | PC                 | 4          | 0          | -               | -               | -               | -                  | -                  | -                  | -           | -           | -           | 4      | 0      |
| 2009-2010          | River Plate        | PD                 | 32         | 0          | -               | -               | -               | -                  | -                  | -                  | -           | -           | -           | 32     | 0      |
| 2010-2011          | River Plate        | PD                 | 31+1       | 0+0        | -               | -               | -               | -                  | -                  | -                  | -           | -           | -           | 32     | 0      |
| Totale River Plate | Totale River Plate | Totale River Plate | 131+1      | 3+0        |                 | -               | -               |                    | 24                 | 2                  |             | -           | -           | 156    | 5      |
| Totale carriera    | Totale carriera    | Totale carriera    | 304+1      | 5+0        |                 | 20              | 0               |                    | 76                 | 3                  |             | 1           | 0           | 402    | 8      |

### Cronologia presenze e reti in nazionale
| Cronologia completa delle presenze e delle reti in nazionale ― Argentina | Cronologia completa delle presenze e delle reti in nazionale ― Argentina | Cronologia completa delle presenze e delle reti in nazionale ― Argentina | Cronologia completa delle presenze e delle reti in nazionale ― Argentina | Cronologia completa delle presenze e delle reti in nazionale ― Argentina | Cronologia completa delle presenze e delle reti in nazionale ― Argentina | Cronologia completa delle presenze e delle reti in nazionale ― Argentina | Cronologia completa delle presenze e delle reti in nazionale ― Argentina |
| Data                                                                     | Città                                                                    | In casa                                                                  | Risultato                                                                | Ospiti                                                                   | Competizione                                                             | Reti                                                                     | Note                                                                     |
| ------------------------------------------------------------------------ | ------------------------------------------------------------------------ | ------------------------------------------------------------------------ | ------------------------------------------------------------------------ | ------------------------------------------------------------------------ | ------------------------------------------------------------------------ | ------------------------------------------------------------------------ | ------------------------------------------------------------------------ |
| 24-4-1996                                                                | Buenos Aires                                                             | Argentina                                                                | 3 – 1                                                                    | Bolivia                                                                  | Qual. Mondiali 1998                                                      | -                                                                        |                                                                          |
| 2-6-1996                                                                 | Quito                                                                    | Ecuador                                                                  | 2 – 0                                                                    | Argentina                                                                | Qual. Mondiali 1998                                                      | -                                                                        |                                                                          |
| 7-7-1996                                                                 | Lima                                                                     | Perù                                                                     | 0 – 0                                                                    | Argentina                                                                | Qual. Mondiali 1998                                                      | -                                                                        |                                                                          |
| 1-9-1996                                                                 | Buenos Aires                                                             | Argentina                                                                | 1 – 1                                                                    | Paraguay                                                                 | Qual. Mondiali 1998                                                      | -                                                                        |                                                                          |
| 9-10-1996                                                                | Puerto Ordaz                                                             | Venezuela                                                                | 2 – 5                                                                    | Argentina                                                                | Qual. Mondiali 1998                                                      | -                                                                        |                                                                          |
| 15-12-1996                                                               | Buenos Aires                                                             | Argentina                                                                | 1 – 1                                                                    | Cile                                                                     | Qual. Mondiali 1998                                                      | -                                                                        |                                                                          |
| 12-1-1997                                                                | Montevideo                                                               | Uruguay                                                                  | 0 – 0                                                                    | Argentina                                                                | Qual. Mondiali 1998                                                      | -                                                                        | 75’                                                                      |
| 30-4-1997                                                                | Buenos Aires                                                             | Argentina                                                                | 2 – 1                                                                    | Ecuador                                                                  | Qual. Mondiali 1998                                                      | -                                                                        |                                                                          |
| 8-6-1997                                                                 | Buenos Aires                                                             | Argentina                                                                | 2 – 0                                                                    | Perù                                                                     | Qual. Mondiali 1998                                                      | -                                                                        | 29’                                                                      |
| 6-7-1997                                                                 | Asunción                                                                 | Paraguay                                                                 | 1 – 2                                                                    | Argentina                                                                | Qual. Mondiali 1998                                                      | -                                                                        | 52’                                                                      |
| 10-9-1997                                                                | Santiago del Cile                                                        | Cile                                                                     | 1 – 2                                                                    | Argentina                                                                | Qual. Mondiali 1998                                                      | -                                                                        | 84’                                                                      |
| 12-10-1997                                                               | Buenos Aires                                                             | Argentina                                                                | 0 – 0                                                                    | Uruguay                                                                  | Qual. Mondiali 1998                                                      | -                                                                        | 29’                                                                      |
| 15-4-1998                                                                | Gerusalemme                                                              | Israele                                                                  | 2 – 1                                                                    | Argentina                                                                | Amichevole                                                               | -                                                                        |                                                                          |
| 22-4-1998                                                                | Dublino                                                                  | Irlanda                                                                  | 0 – 2                                                                    | Argentina                                                                | Amichevole                                                               | -                                                                        |                                                                          |
| 29-4-1998                                                                | Rio de Janeiro                                                           | Brasile                                                                  | 0 – 1                                                                    | Argentina                                                                | Amichevole                                                               | -                                                                        |                                                                          |
| 14-5-1998                                                                | Córdoba                                                                  | Argentina                                                                | 5 – 0                                                                    | Bosnia ed Erzegovina                                                     | Amichevole                                                               | -                                                                        | 89’                                                                      |
| 19-5-1998                                                                | Mendoza                                                                  | Argentina                                                                | 1 – 0                                                                    | Cile                                                                     | Amichevole                                                               | -                                                                        |                                                                          |
| 25-5-1998                                                                | Buenos Aires                                                             | Argentina                                                                | 2 – 0                                                                    | Sudafrica                                                                | Amichevole                                                               | -                                                                        |                                                                          |
| 14-6-1998                                                                | Tolosa                                                                   | Argentina                                                                | 1 – 0                                                                    | Giappone                                                                 | Mondiali 1998 - 1º turno                                                 | -                                                                        |                                                                          |
| 21-6-1998                                                                | Parigi                                                                   | Argentina                                                                | 5 – 0                                                                    | Giamaica                                                                 | Mondiali 1998 - 1º turno                                                 | -                                                                        |                                                                          |
| 26-6-1998                                                                | Bordeaux                                                                 | Croazia                                                                  | 0 – 1                                                                    | Argentina                                                                | Mondiali 1998 - 1º turno                                                 | -                                                                        |                                                                          |
| 30-6-1998                                                                | Saint-Étienne                                                            | Argentina                                                                | 2 – 2 dts (6 – 5 dtr)                                                    | Inghilterra                                                              | Mondiali 1998 - Ottavi di finale                                         | -                                                                        |                                                                          |
| 4-7-1998                                                                 | Marsiglia                                                                | Paesi Bassi                                                              | 2 – 1                                                                    | Argentina                                                                | Mondiali 1998 - Quarti di finale                                         | -                                                                        | 67’                                                                      |
| 4-6-2000                                                                 | Buenos Aires                                                             | Argentina                                                                | 1 – 0                                                                    | Bolivia                                                                  | Qual. Mondiali 2002                                                      | -                                                                        | 88’                                                                      |
| 26-7-2000                                                                | San Paolo                                                                | Brasile                                                                  | 3 – 1                                                                    | Argentina                                                                | Qual. Mondiali 2002                                                      | 1                                                                        | 39’ 70’                                                                  |
| 15-11-2000                                                               | Santiago del Cile                                                        | Cile                                                                     | 0 – 2                                                                    | Argentina                                                                | Qual. Mondiali 2002                                                      | -                                                                        | 15’                                                                      |
| 15-8-2001                                                                | Quito                                                                    | Ecuador                                                                  | 0 – 2                                                                    | Argentina                                                                | Qual. Mondiali 2002                                                      | -                                                                        | 67’                                                                      |
| 5-9-2001                                                                 | Buenos Aires                                                             | Argentina                                                                | 2 – 1                                                                    | Brasile                                                                  | Qual. Mondiali 2002                                                      | -                                                                        | 87’                                                                      |
| 7-10-2001                                                                | Asunción                                                                 | Paraguay                                                                 | 2 – 2                                                                    | Argentina                                                                | Qual. Mondiali 2002                                                      | -                                                                        | 61’                                                                      |
| 8-11-2001                                                                | Buenos Aires                                                             | Argentina                                                                | 2 – 0                                                                    | Perù                                                                     | Qual. Mondiali 2002                                                      | -                                                                        |                                                                          |
| 14-11-2001                                                               | Montevideo                                                               | Uruguay                                                                  | 1 – 1                                                                    | Argentina                                                                | Qual. Mondiali 2002                                                      | -                                                                        |                                                                          |
| 27-3-2002                                                                | Ginevra                                                                  | Argentina                                                                | 2 – 2                                                                    | Camerun                                                                  | Amichevole                                                               | -                                                                        | 46’ 90+1’                                                                |
| 17-4-2002                                                                | Stoccarda                                                                | Germania                                                                 | 0 – 1                                                                    | Argentina                                                                | Amichevole                                                               | -                                                                        |                                                                          |
| 12-6-2002                                                                | Sendai                                                                   | Svezia                                                                   | 1 – 1                                                                    | Argentina                                                                | Mondiali 2002 - 1º turno                                                 | -                                                                        | 58’ 63’                                                                  |
| 20-11-2002                                                               | Saitama                                                                  | Giappone                                                                 | 0 – 2                                                                    | Argentina                                                                | Amichevole                                                               | -                                                                        |                                                                          |
| 20-8-2003                                                                | Firenze                                                                  | Argentina                                                                | 3 – 2                                                                    | Uruguay                                                                  | Amichevole                                                               | -                                                                        |                                                                          |
| 6-9-2003                                                                 | Buenos Aires                                                             | Argentina                                                                | 2 – 2                                                                    | Cile                                                                     | Qual. Mondiali 2006                                                      | -                                                                        | 69’                                                                      |
| 9-9-2003                                                                 | Caracas                                                                  | Venezuela                                                                | 0 – 3                                                                    | Argentina                                                                | Qual. Mondiali 2006                                                      | -                                                                        | 81’                                                                      |
| 15-11-2003                                                               | Buenos Aires                                                             | Argentina                                                                | 3 – 0                                                                    | Bolivia                                                                  | Qual. Mondiali 2006                                                      | -                                                                        | 83’ 89’                                                                  |
| 19-11-2003                                                               | Barranquilla                                                             | Colombia                                                                 | 1 – 1                                                                    | Argentina                                                                | Qual. Mondiali 2006                                                      | -                                                                        |                                                                          |
| Totale                                                                   |                                                                          | Presenze                                                                 | 40                                                                       |                                                                          | Reti                                                                     | 1                                                                        |                                                                          |

### Statistiche da allenatore

#### Club
Statistiche aggiornate al 14 maggio 2025.  In grassetto le competizioni vinte.
| Stagione                  | Squadra                   | Campionato                | Campionato | Campionato | Campionato | Campionato | Coppe nazionali | Coppe nazionali | Coppe nazionali | Coppe nazionali | Coppe nazionali | Coppe continentali | Coppe continentali | Coppe continentali | Coppe continentali | Coppe continentali | Altre coppe | Altre coppe | Altre coppe | Altre coppe | Altre coppe | Totale | Totale | Totale | Totale | % Vittorie | Piazzamento  |
| Stagione                  | Squadra                   | Comp                      | G          | V          | N          | P          | Comp            | G               | V               | N               | P               | Comp               | G                  | V                  | N                  | P                  | Comp        | G           | V           | N           | P           | G      | V      | N      | P      | %          | Piazzamento  |
| ------------------------- | ------------------------- | ------------------------- | ---------- | ---------- | ---------- | ---------- | --------------- | --------------- | --------------- | --------------- | --------------- | ------------------ | ------------------ | ------------------ | ------------------ | ------------------ | ----------- | ----------- | ----------- | ----------- | ----------- | ------ | ------ | ------ | ------ | ---------- | ------------ |
| 2011-2012                 | River Plate               | BN                        | 38         | 20         | 13         | 5          | CA              | 5               | 4               | 1               | 0               | -                  | -                  | -                  | -                  | -                  | -           | -           | -           | -           | -           | 43     | 24     | 14     | 5      | 55,81      | 1° (prom.)   |
| lug.-nov. 2012            | River Plate               | PD                        | 17         | 5          | 8          | 4          | CA              | -               | -               | -               | -               | -                  | -                  | -                  | -                  | -                  | -           | -           | -           | -           | -           | 17     | 5      | 8      | 4      | 29,41      | Eson         |
| Totale River Plate        | Totale River Plate        | Totale River Plate        | 55         | 25         | 21         | 9          |                 | 5               | 4               | 1               | 0               |                    | -                  | -                  | -                  | -                  |             | -           | -           | -           | -           | 60     | 29     | 22     | 9      | 48,33      |              |
| apr.-giu. 2013            | Banfield                  | BN                        | 12         | 5          | 4          | 3          | CA              | 2               | 1               | 1               | 0               | -                  | -                  | -                  | -                  | -                  | -           | -           | -           | -           | -           | 14     | 6      | 5      | 3      | 42,86      | Sub, 4°      |
| 2013-2014                 | Banfield                  | BN                        | 42         | 22         | 12         | 8          | CA              | 3               | 2               | 1               | 0               | -                  | -                  | -                  | -                  | -                  | -           | -           | -           | -           | -           | 45     | 24     | 13     | 8      | 53,33      | 1° (prom)    |
| 2014                      | Banfield                  | PD                        | 19         | 5          | 5          | 9          | -               | -               | -               | -               | -               | -                  | -                  | -                  | -                  | -                  | -           | -           | -           | -           | -           | 19     | 5      | 5      | 9      | 26,32      | 17°          |
| gen.-set. 2015            | Banfield                  | PD                        | 19         | 8          | 5          | 6          | CA              | 2               | 1               | 0               | 1               | -                  | -                  | -                  | -                  | -                  | -           | -           | -           | -           | -           | 21     | 9      | 5      | 7      | 42,86      | Dimis.       |
| Totale Banfield           | Totale Banfield           | Totale Banfield           | 92         | 40         | 26         | 26         |                 | 7               | 4               | 2               | 1               |                    | -                  | -                  | -                  | -                  |             | -           | -           | -           | -           | 99     | 44     | 28     | 27     | 44,44      |              |
| set. 2015-2016            | Guadalajara               | LMX                       | 26+2       | 11+0       | 9+1        | 6+1        | CMX             | 11              | 6               | 1               | 4               | -                  | -                  | -                  | -                  | -                  | -           | -           | -           | -           | -           | 39     | 17     | 11     | 11     | 43,59      | Sub. 13°, 5° |
| 2016-2017                 | Guadalajara               | LMX                       | 34+8       | 15+2       | 10+4       | 9+2        | CMX             | 16              | 7               | 7               | 2               | -                  | -                  | -                  | -                  | -                  | SMX         | 1           | 1           | 0           | 0           | 59     | 25     | 21     | 13     | 42,37      | 4°, 3°       |
| 2017-2018                 | Guadalajara               | LMX                       | 34         | 7          | 12         | 15         | CMX             | 6               | 4               | 1               | 1               | CCL                | 8                  | 5                  | 1                  | 2                  | CC          | 1           | 0           | 0           | 1           | 49     | 16     | 14     | 19     | 32,65      | 13°, 17°     |
| Totale Chivas Guadalajara | Totale Chivas Guadalajara | Totale Chivas Guadalajara | 104        | 35         | 36         | 33         |                 | 33              | 17              | 9               | 7               |                    | 8                  | 5                  | 1                  | 2                  |             | 2           | 1           | 0           | 1           | 147    | 58     | 46     | 43     | 39,46      |              |
| 2019                      | S.J. Earthquakes          | MLS                       | 34         | 13         | 5          | 16         | USOC            | 2               | 1               | 0               | 1               | -                  | -                  | -                  | -                  | -                  | -           | -           | -           | -           | -           | 36     | 14     | 5      | 17     | 38,89      | 15°          |
| 2020                      | S.J. Earthquakes          | MLS                       | 20+1       | 6+0        | 5+1        | 9+0        | -               | -               | -               | -               | -               | -                  | -                  | -                  | -                  | -                  | MiB         | 5           | 3           | 3           | 1           | 26     | 9      | 7      | 10     | 34,62      | 16°          |
| 2021                      | S.J. Earthquakes          | MLS                       | 34         | 10         | 11         | 13         | -               | -               | -               | -               | -               | -                  | -                  | -                  | -                  | -                  | -           | -           | -           | -           | -           | 34     | 10     | 11     | 13     | 29,41      | 21°          |
| gen.-apr. 2022            | S.J. Earthquakes          | MLS                       | 7          | 0          | 3          | 4          | USOC            | 0               | 0               | 0               | 0               | -                  | -                  | -                  | -                  | -                  | -           | -           | -           | -           | -           | 7      | 0      | 3      | 4      | &0,00      | Resc.        |
| Totale S.J. Earthquakes   | Totale S.J. Earthquakes   | Totale S.J. Earthquakes   | 95+1       | 26+0       | 24+1       | 41+0       |                 | 2               | 1               | 0               | 1               |                    | -                  | -                  | -                  | -                  |             | 5           | 3           | 1           | 1           | 103    | 33     | 26     | 44     | 32,04      |              |
| 2022-2023                 | AEK Atene                 | SLE                       | 36         | 26         | 5          | 5          | CG              | 8               | 7               | 0               | 1               | -                  | -                  | -                  | -                  | -                  | -           | -           | -           | -           | -           | 44     | 33     | 5      | 6      | 75,00      | 1°           |
| 2023-2024                 | AEK Atene                 | SLE                       | 36         | 23         | 9          | 4          | CG              | 2               | 0               | 2               | 0               | UCL+UEL            | 4+6                | 1+1                | 1+1                | 2+4                | -           | -           | -           | -           | -           | 48     | 25     | 13     | 10     | 52,08      | 2°           |
| 2024-2025                 | AEK Atene                 | SLE                       | 32         | 16         | 5          | 11         | CG              | 6               | 3               | 2               | 1               | UECL               | 4                  | 3                  | 0                  | 1                  | -           | -           | -           | -           | -           | 42     | 22     | 7      | 13     | 52,38      | 4°           |
| Totale AEK Atene          | Totale AEK Atene          | Totale AEK Atene          | 104        | 65         | 19         | 20         |                 | 16              | 10              | 4               | 2               |                    | 14                 | 5                  | 2                  | 7                  |             | -           | -           | -           | -           | 134    | 80     | 25     | 29     | 59,70      |              |
| Totale Carriera           | Totale Carriera           | Totale Carriera           | 451        | 194        | 127        | 130        |                 | 63              | 36              | 16              | 11              |                    | 22                 | 10                 | 3                  | 9                  |             | 7           | 4           | 1           | 2           | 543    | 244    | 147    | 152    | 44,94      |              |

## Palmarès

### Giocatore

#### Club

##### Competizioni nazionali
- Campionato argentino: 3

River Plate: Apertura 1993, 1995, 1996
- Campionato italiano: 1

Lazio: 1999-2000
- Coppa Italia: 3

Lazio: 1997-1998, 1999-2000
Parma: 2001-2002
- Supercoppa italiana: 1

Lazio: 1998

##### Competizioni internazionali
- Coppa Libertadores: 1

River Plate: 1996
- Coppa delle Coppe: 1

Lazio: 1998-1999
- Supercoppa UEFA: 1

Lazio: 1999

#### Nazionale
- Argento olimpico: 1

Atlanta 1996

#### Individuale
- Guerin d'oro: 1

1999

### Allenatore

#### Club

##### Competizioni nazionali
- Primera B Nacional: 2

River Plate: 2011-2012
Banfield: 2013-2014
- Coppa del Messico: 2

Chivas: Apertura 2015, Clausura 2017
- Supercopa MX: 1

Chivas: 2016
- Campionato messicano: 1

Chivas: Clausura 2017
- Campionato greco: 1

AEK Atene: 2022-2023
- Coppa di Grecia: 1

AEK Atene: 2022-2023

##### Competizioni internazionali
- CONCACAF Champions League: 1

Chivas: 2018

#### Individuale
- Allenatore dell'anno CONCACAF: 1

2018
- Allenatore dell'anno del campionato greco: 1

2023